# Лісний Кордон 14 км
Лісний Кордон 14 км (рос. Лесной Кордон 14 км) — населений пункт в Бологовському районі Тверської області Російської Федерації.
Населення становить 0 осіб. Входить до складу муніципального утворення Куженкинське сільське поселення.

## Історія
Від 2005 року входить до складу муніципального утворення Куженкинське сільське поселення.

## Населення
| 2010 |
| ---- |
| 0    |